# Wintersdorf (Zirndorf)
Wintersdorf is een plaats in de Duitse gemeente Zirndorf, deelstaat Beieren .